# 이코모치

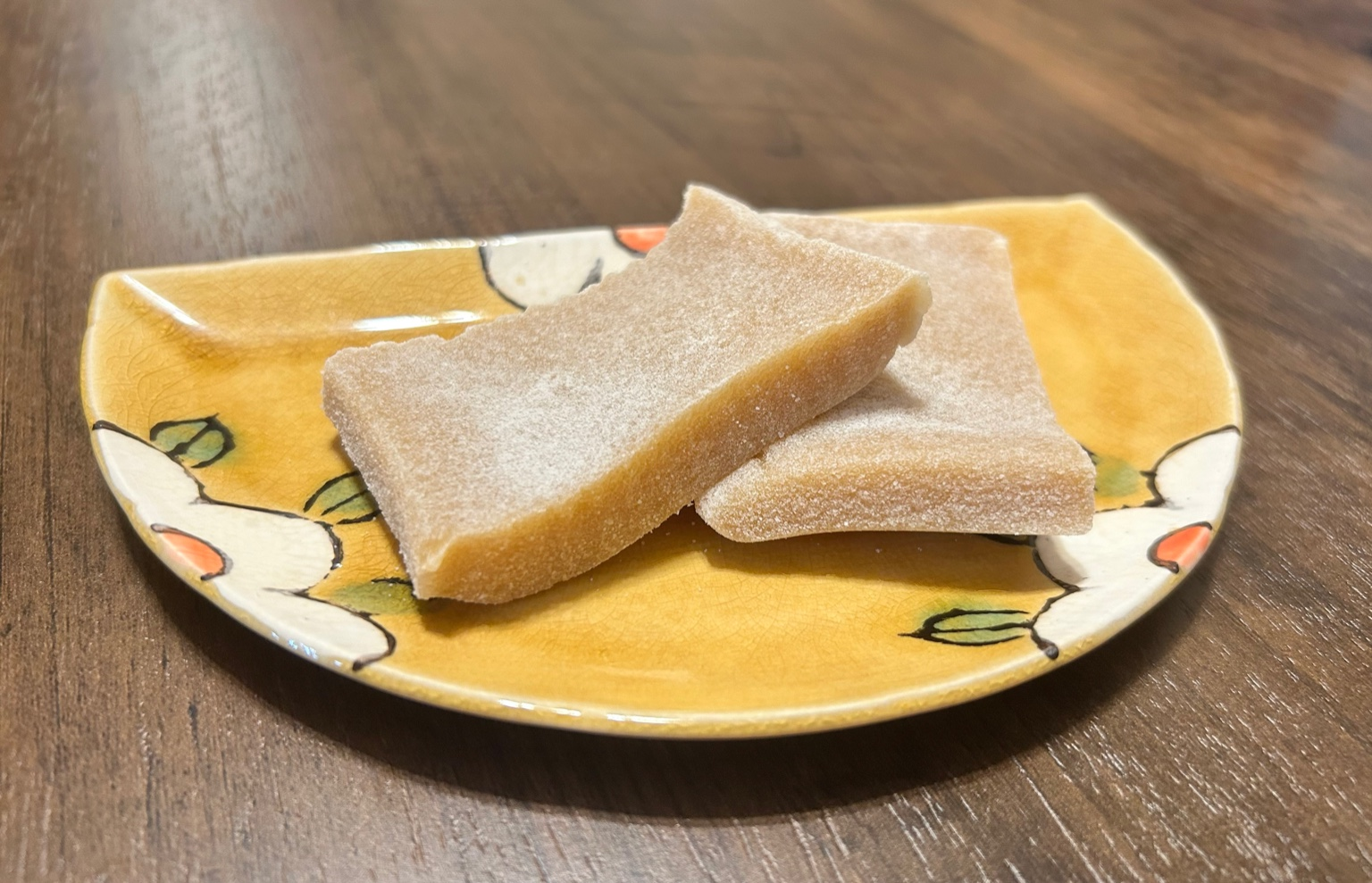
이코모치

이코모치(일본어: 煎粉餅, いこもち)는 일본 규슈의 가고시마현과 미야자키현을 중심으로 만들어지는 전통 일본 과자이다. 볶은 쌀가루를 뜨거운 설탕물에 반죽하여 만든 쌀떡이다. 이리코모치(いりこもち)라고도 불린다.

## 개요
이코모치는 찹쌀 또는 멥쌀로 만든 볶은 쌀가루(‘이리코’)에 설탕과 물엿을 넣고 반죽하여 성형하는 규슈 지역의 향토 과자이다.
겉모습은 연한 황토색을 띠며, 쫀득한 식감과 볶은 쌀의 고소한 향, 그리고 달콤한 맛이 특징이다. 표면에는 감자전분 등을 뿌려 마무리하기도 한다.
고급 제품일수록 색상이 더 하얗고 밝은 경우도 있다.

## 역사
이코모치는 에도 시대에 사쓰마번(현재의 미야자키현 남부 및 가고시마현)에서 처음 만들어진 것으로 알려져 있다. 특히 미야자키현의 미야코노조시, 미마타정과 가고시마현의 소오시 등지에서 활발히 만들어졌다. 예전에는 절기나 오봉, 경사스러운 날에 가정에서 직접 만들어 이웃과 나눠 먹는 풍습도 있었다.
현재도 규슈 지역 가정에서 일상적으로 먹고 있으며, 미나미큐슈 지역의 대표적인 기념품 과자이기도 하다.

## 제조 방법
사용하는 당분의 종류와 배합, 수분량, 추가 재료(황설탕, 말차, 팥소 등)는 지역과 가정에 따라 다양하다. 유통기한이 짧아, 만들어진 직후 바로 먹는 것이 일반적이다.
1. 찹쌀 또는 멥쌀을 볶아 ‘이리코(볶은 쌀가루)’를 만든다. 일반적으로 찹쌀 80%, 멥쌀 20%의 비율로 섞는다.
2. 이리코에 설탕, 물엿, 뜨거운 물을 넣고 잘 반죽한다.
3. 감자전분을 깐 틀에 반죽을 붓는다.
4. 식힌 후, 적당한 크기로 잘라낸다.[1]